# 实况足球2020
《实况足球2020》是科乐美开发的足球电子游戏，为实况足球系列作品之一。本作于2019年9月10日在亚洲以外地区发行，9月12日在日本发行。《实况足球2020》支持Microsoft Windows、PlayStation 4、Xbox One、Android和iOS平台。自本作开始，游戏名称前加上了“eFootball”字样，科乐美欧洲品牌经理称这彰显了电子竞技将在未来发挥重要的作用。

## 新增内容

### 体验版
《实况足球2020》体验版于2019年7月30日发行。最初的报道称该版本包含11家俱乐部，后来于7月3日、12日和14日分别加入曼联、拜仁慕尼黑和尤文图斯。但官方在宣布加入尤文图斯的同时从体验版中删除了智利大学俱乐部，即体验版最终有13支球队可游玩。
此外，本作增加了编辑模式，玩家可在该模式下修改英格兰足球甲级联赛和英格兰足球冠军联赛以及三种虚构赛事PEU、PLA和PAS的球队阵容。经过编辑的阵容也将继承到正式版中。
2020年实况足球将失去米兰双雄的版权，米兰传奇也将被删卡。

### 比赛日模式
新增的“比赛日模式”（Matchday Mode）中，官方每周选择一场重要赛事（例如米兰德比、马德里德比），玩家可选择一方参加势力战，选拔出的优秀代表将参加最终的代表战。参加势力战的所有玩家都可以观看代表战。

## 合作俱乐部

### 巴塞罗那
科乐美和巴塞罗那就俱乐部间签订了新协定，本作还将发行巴塞罗那特别版游戏。

### 曼联
科乐美在本作中全新制作了曼联的球员阵容及其球场背景，还采用三维捕捉技术为玩家提供逼真的游戏体验。

### 拜仁慕尼黑
本作体验版发售日当天，公布了拜仁慕尼黑与科乐美合作的消息。

### 尤文图斯
尤文图斯与科乐美签订了独家授权协议，允许后者在《实况足球2020》中独家使用该俱乐部的队名、球员姓名以及球场名。由于此协议的存在，《实况足球2020》的竞争对手《FIFA 20》将只能使用美国艺电虚构的“Piemounte Calcio”队名和俱乐部标志。

### 阿森纳
2019年6月28日，阿森纳俱乐部延长了与科乐美的合作关系，为期三年。本作将重制其主场酋长球场以及所有队员的模型。

## 反响

### 评价
《实况足球2020》在主流评价媒体上都取得了良好的成绩，汇总媒体Metacritic为本作的PS4版和Xbox One版本打出82/100分，为PC（Windows）版打出81/100分。在其他知名评价媒体上，GameSpot打出9/10的高分，IGN打出8.3/10分，GamesRadar给出了四颗星的评价。

### 奖项
| 年份 | 奖项            | 类别                 | 结果 | 参考资料 |
| ---- | --------------- | -------------------- | ---- | -------- |
| 2019 | 游戏评论家奖    | 最佳体育游戏         | 獲獎 | [ 23 ]   |
| 2019 | Gamescom        | 最佳体育游戏         | 提名 | [ 24 ]   |
| 2019 | 金摇杆奖        | 最佳多人游戏         | 提名 | [ 25 ]   |
| 2019 | Titanium Awards | 最佳体育/竞赛类游戏  | 提名 | [ 26 ]   |
| 2019 | 2019游戏大奖    | 最佳体育/竞赛类游戏  | 提名 | [ 27 ]   |
| 2020 | NAVGTR奖        | 操控设计、2D或有限3D | 提名 | [ 28 ]   |

### 争议
2019年12月，由于在Twitter上批评中国政府对新疆维吾尔人的治理方式，阿森纳中场梅苏特·厄齐尔被从游戏的中国大陆版中删除。本作在中国大陆的运营商网易游戏发表声明称“厄齐尔的言论伤害了中国球迷的感情，也伤害了足球运动爱与和平的理念”，并称“不理解、不接受，也不会原谅”厄齐尔的言论。

## 后续
2020年7月，科乐美宣布系列新作《实况足球2021 赛季更新》（eFootball PES 2021 Season Update）将作为《2020》的资料片于2020年9月15日发售，并只提供数字版本。此外系列计划于《实况足球2022》起开始使用虚幻引擎制作游戏，系列将放弃自2013年开始使用的科乐美自家研发的狐引擎。